# Les Triomphes

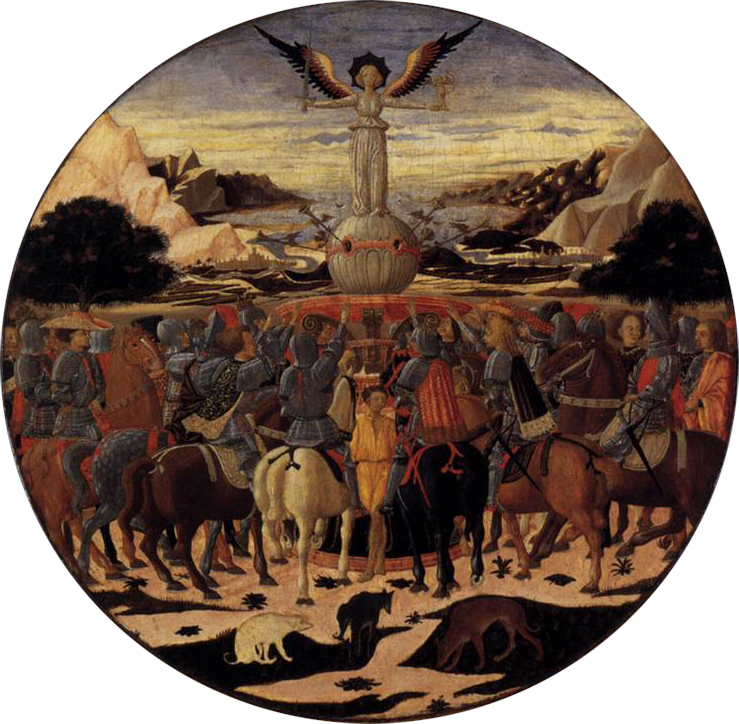
Lo Scheggia, le Triomphe de la Renommée, desco da parto, Metropolitan Museum of Art de New York.

Les Triomphes (en italien : I Trionfi) sont une série de  poèmes allégoriques en langue vulgaire toscane de Pétrarque.

## Le récit

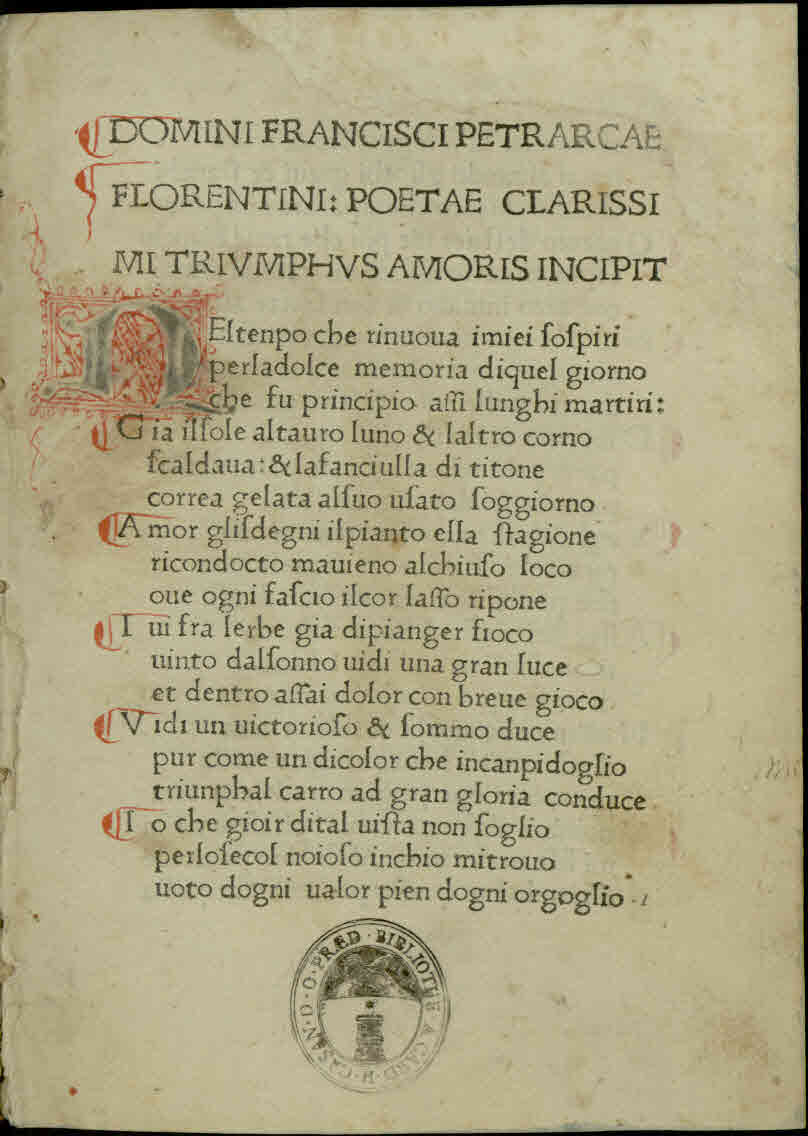
Trionfi, 1473

Il s'agit du récit d'un rêve composé en terza rima. Divisée en six chapitres, l'œuvre est écrite, en plusieurs périodes, au cours de la vie du poète, et le dernier chapitre est achevé en 1374. Chacun est consacré à un triomphe – coutume romaine qui, dans l'Antiquité consistait à magnifier un héros de guerre par un triomphe – et veut représenter une vision allégorique  de la vie de l'homme, de la lutte contre les passions à la prise de conscience du caractère fugitif des choses terrestres, et à la victoire finale de l'éternité.

### Les différents chapitres
- Le Triomphe d'Amour : au cours d'une journée printanière, le poète s'est endormi à Vaucluse, et fait un rêve où se manifeste l'allégorie de l'Amour tenant les rênes d'un char triomphal, suivi par une multitude de fidèles qui sont les vaincus de l'Amour; rattachés à ce cortège, le poète y reconnaît nombre de ses prédécesseurs, personnages illustres, dieux et divinités mythologiques, hommes bibliques, médiévaux et troubadours… et tout en discutant  avec les différents personnages, le cortège arrive finalement à Chypre, l'île natale de Vénus.

- Le Triomphe de la Chasteté : la protagoniste est Laure, qui soustrait au char de l'Amour nombreuses femmes antiques et médiévales, comme Didon; ce second cortège se dissout à Rome dans le temple de la Pudicizia Patrizia (it)

- Le Triomphe de la Mort : ici le poète se souvient des héros et des peuples disparus et rappelle, dans un des plus beaux passages du poème, la mort idéalisée de Laure.

- Le Triomphe de la Renommée : décrit une foule d'hommes illustres, rois, poètes, orateurs, des philosophes, des généraux, etc. Intéressant, selon Pétrarque, le plus grand philosophe est Platon, et non pas Aristote, comme l'écrivait Dante Alighieri.

- Le Triomphe du Temps : le poète s'interroge sur lui-même et compose une émouvante élégie sur la fugacité des choses et du temps qui passe.

- Le Triomphe de l'Éternité : il parle du refuge de l'homme en Dieu, trouvant un monde stable et éternel.

## Postérité

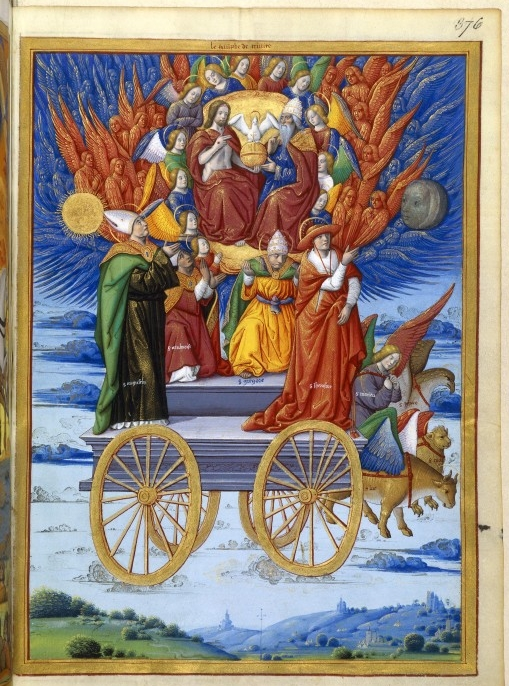
Maître des Triomphes de Pétrarque, Triomphe de la divinité, miniature des Triomphes de Pétrarque, Fr. 594.

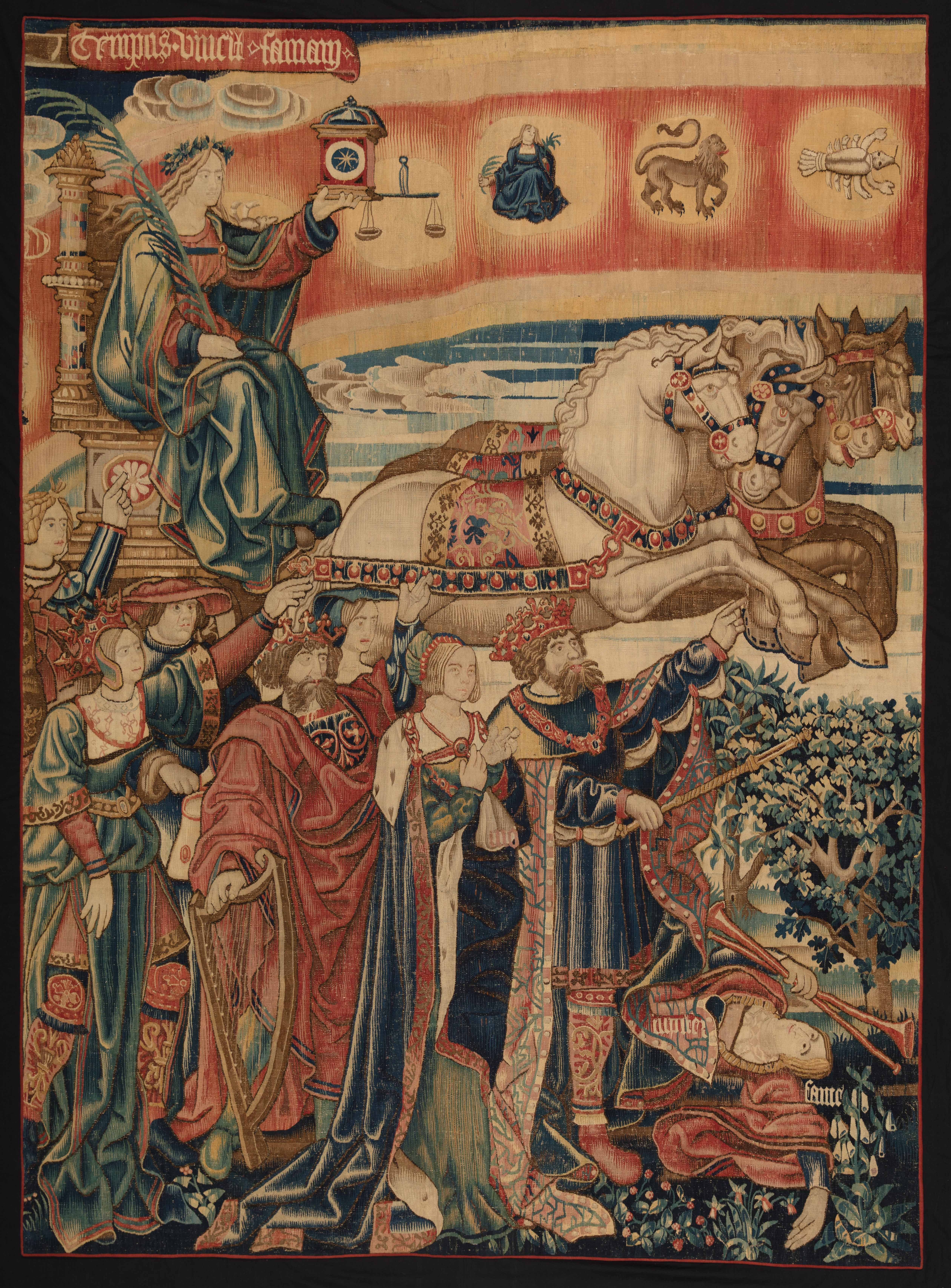
Le Triomphe du Temps, tapisserie de Tournai, vers 1520.

À la fin du XIVe siècle, dans l'Italie natale de Pétrarque ainsi qu'en Europe, notamment en France, I Trionfi vont connaître un immense succès pour atteindre leur apogée au XVe siècle. Plus d'une centaine de manuscrits nous sont parvenus dont certains magnifiquement ornés d'enluminures. Le goût pour les illustrations des Trionfi s'étendra aussi aux arts décoratifs tels la tapisserie, l'orfèvrerie, l'ébénisterie, les vitraux...
À l'avènement de l'imprimerie et à partir du XVIe siècle, les éditions des Trionfi se succéderont, sortant en masse des presses vénitiennes. Un manuscrit original de l'œuvre est conservé à la Bibliothèque Riccardiana de Florence ainsi que dans de rares bibliothèques nationales.

## Critiques
Les Triomphes sont appréciés pour la vive introspection du poète dans ses sentiments et le haut niveau de lyrisme et de poésie. En revanche, sont critiqués le mécanisme rigide de la narration et  les longues énumérations de personnages qui souvent assombrissent la vitalité de l'œuvre.

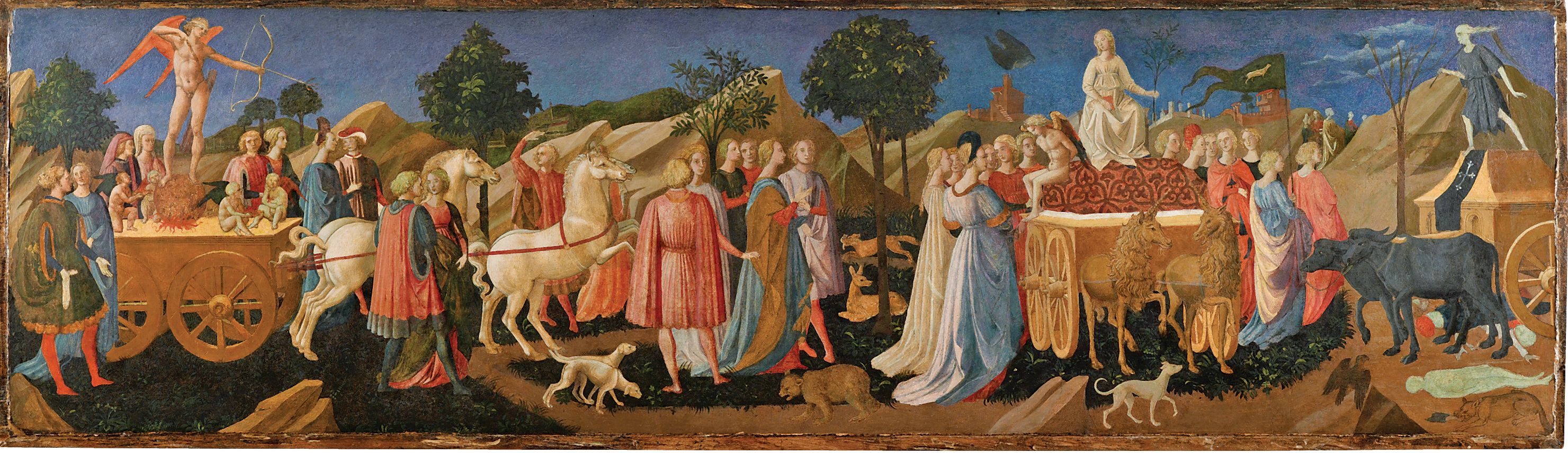
Les Triomphes d'Amour, de Chasteté et de Mort, œuvre de Francesco di Stefano Pesellino au musée Isabella Stewart Gardner.

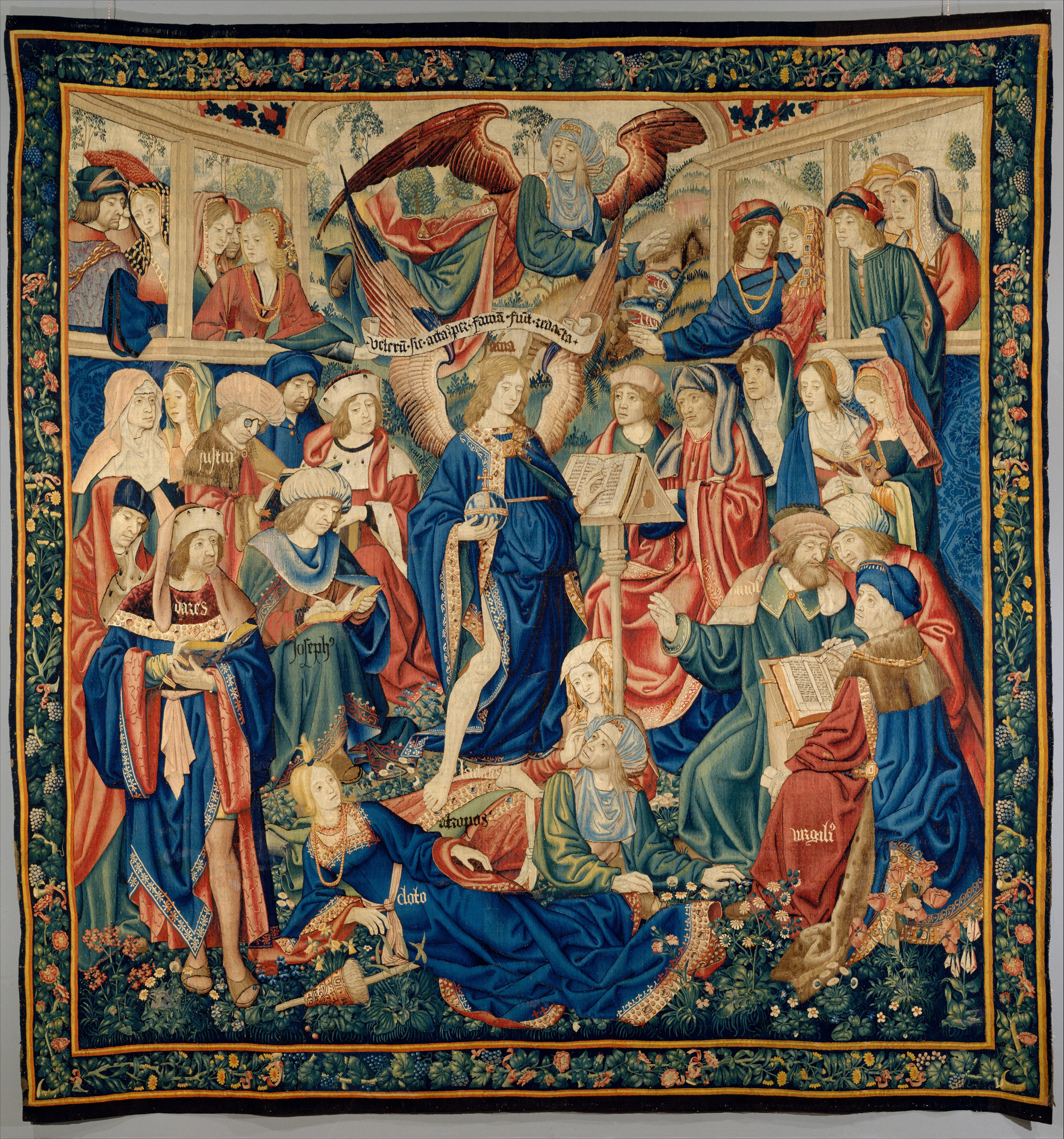
Le Triomphe de la Renommée, tapisserie, vers 1497-1509, Metropolitan Museum of Art, New York.

## Éditions en français
- Pétrarque (trad. Simon Bourgouyn), Les six Triumphes messire François PETRARQUE : translatez de tuscan en rime et langaige gallicque par Symon BOURGOUYN, avecques plusieurs sommaires adjoustez, declarans le sens historique et sens moral desdits Triumphes, et sus chacun Triumphe ung rondeau de differant stille ; lesdits sommaires et rondeaux composez par le predit Bourgouyn, 16e siècle (lire en ligne) (manuscrit)

- Pétrarque (trad. Francisque Reynard), « Les Triomphes sur la vie et la mort de Madame Laure », dans Les Rimes de François Pétrarque, G. Charpentier, 1883 (p. 262-334). (lire sur Wikisource)

- Pétrarque (trad. Jean-Yves Masson), « Triomphes », Po&sie, vol. 87,‎ 1999, p. 33-47 (lire en ligne) (traduction partielle)

## Source
- (it) Cet article est partiellement ou en totalité issu de l’article de Wikipédia en italien intitulé « I Trionfi » (voir la liste des auteurs).